# Harald Sonnenberg
Harald Sonnenberg (geb. 1937 in Montreal) ist ein kanadischer Biochemiker, der sich mit der Physiologie der Niere befasst.
Sonnenberg studierte an der University of Alberta und wurde 1964 an der FU Berlin promoviert. Seit 1967 war er an der University of Toronto in der Fakultät für Physiologie, wo er Professur wurde. 1998 ging er in den Ruhestand.
Er untersuchte die Regulation des Natrium-Haushalts über die Niere und deren Einfluss auf Bluthochdruck. Durch Mikrokathetisierung wies er nach, dass das medulläre Sammelrohr (medullary collecting duct, MCD) eine wesentliche Rolle bei Resorption von Natrium durch die Niere spielt. Als Mitglied des Teams von Adolfo J.  de Bold entdeckte er das im Herzen ausgeschüttete Hormon Atriales natriuretisches Peptid (ANP, ANF), mit dem der Blutdruck reguliert wird.
1986 erhielt er den Gairdner Foundation International Award. 2003 erhielt er die Medal of Research Excellence der Kidney Foundation of Canada.